# 前3千纪
前3千纪，或称前第3个千年，跨越了整个青铜时代的早期和中期，以古代近东的早期帝国为特征。古埃及文明在古王国时期迎来了它的鼎盛时期。在美索不达米亚，早王朝时期之后进入阿卡德帝国。在现在的西北印度和巴基斯坦地区，印度河流域文明发展成了一个国家社会。
世界人口在新石器革命后的增长放缓。世界人口大致保持在6000万左右，整体增长率缓慢，大约为每年0.03%。

## 回顾
青铜时代在古代近东大约开始于公元前3000年至公元前2500年。前一个千年见证了先进的城市化文明的出现，新型的青铜冶金技术提高了农业生产力，以及高度发达的书写通信方式。在公元前3千年纪，这些富人在智力和物质上不断增长，成为政治舞台上的争夺焦点，统治者们追求更多的财富和权力。与此同时，出现了大型建筑、帝国主义、组织化的绝对主义和内部革命的初步迹象。
在美索不达米亚，苏美尔和阿卡德的文明成为了一系列动荡的城邦，战争不断地在城邦间发生。持续的冲突耗尽了所有的资源、精力和人口。在这一千年中，较大的帝国相继崛起，征服者的声望不断提升，直到伟大的阿卡德王萨尔贡将其帝国扩展到整个美索不达米亚及其以外的地区。直到1500年后的亚述时期，其规模才被超越。
在古埃及王国，埃及金字塔被建造出来，并将持续数千年成为最高、最大的人工建筑。在埃及，法老们开始将自己塑造为活生生的神祇，拥有不同于其他人类的本质。在欧洲，尽管同一时期仍主要处于新石器时代，但巨石建筑的建造者们也在兴建自己的巨大纪念碑。在近东和西方地区，第三千年纪期间，建筑师和统治者们不断挑战各自的极限。
在千年末期，埃及经历了历史上第一次大革命。在经历了漫长的战争之后，苏美尔人意识到统一成一个稳定国家政府的好处，转变为一个相对和平、组织良好、复杂的技术官僚国家，称为乌尔第三王朝。这个王朝后来与一波被称为阿摩利人的游牧入侵者发生了冲突，阿摩利人在接下来的几个世纪中将在该地区扮演重要角色。

## 事件
公元前4千年纪末期的事件为公元前3千年纪做了铺垫：
- 公元前3700年至公元前1800年：小北文明在公元前4千年纪至公元前2千年纪间繁荣，首次城市的形成可以被追溯至公元前3500年，位于福塔雷萨地区的华里坎加（Huaricanga）。从公元前3100年起，大规模的人类定居和集体建设变得明显，这一阶段持续到公元前1800年左右的衰退期。

- 公元前3500年至公元前3000年：华里坎加是小北文明最早的城市，称为Caral-Supe。它存在于公元前3500年左右，是美洲最古老的城市之一，也是世界上最早的城市之一。位于秘鲁北中海岸的干旱福塔雷萨谷，距离太平洋14英里（23公里）。该遗址总面积100公顷，是小北文明地区最大的新石器晚期建筑群。遗址上的三个土堆被认为是金字塔形建筑的遗迹。还保存有两块称为“华坎卡”（huancas）的立石。2007年的挖掘发现了一座被认为是寺庙的建筑，其设计类似于但早于秘鲁高原的米托建筑传统。此外，在福塔雷萨和帕提维尔卡（Pativilca）谷的后续研究中发现了玉米栽培的证据，以及其他14种驯化的水果和蔬菜。这表明农业在小北文明的发展中可能比之前认为的更为重要。
- 公元前3700年：印度的洛塔（Lothal）是印度河流域的贸易港口城市
- 公元前3650年至公元前3000年：克里特岛上出现了米诺斯文化
- 公元前3200年/3100年：希腊的赫拉迪克文化和基克拉泽斯文明同时出现

公元前3千年纪的重要事件：
- 公元前3000年：上埃及和下埃及统一

- 公元前3000年：中东首次出现黄金使用的证据
- 公元前3000年：努比亚A组文化、塔-塞提“王国”结束，可能由于埃及的袭击。
- 公元前3000年至公元前2000年：丹麦制造的船；现收藏于哥本哈根国家博物馆。
- 公元前2890年：埃及第二王朝被霍特普塞海姆威（Hotepsekhemwy）统治。
- 闪米特部落占领了位于什拿尔平原和阿卡德的亚述。
- 腓尼基人在叙利亚海岸定居，中心城市包括泰尔（Tyre）和赛达（Sidon）。
- 中国神话中的圣王时代开始，也称为三皇五帝。
- 公元前2879年：北越和南中国的赤鬼王国和鸿庞氏王朝崛起。
- 公元前2800年至公元前2700年：来自基克拉泽斯群岛的竖琴演奏者雕像制作完成。现存于纽约大都会艺术博物馆。
- 公元前2700年左右：世界上仍存活的最古老树木之一——美图赛拉（Methuselah）松树发芽。
- 公元前2600年：青铜器时代的伊比利亚文明——Los Millares和Zambujal建立。
- 公元前2600年：统一的印度河流域文明
- 公元前2500年：亚述国建立
- 公元前2500年：马耳他保拉的哈尔萨夫列尼地宫的挖掘和发展，这是一个随后用作墓地的地下寺庙综合体。
- 公元前2500年至公元前2200年：锡罗斯岛的“煎锅”制作完成；现藏于雅典国家考古博物馆。
- 公元前2500年至公元前2200年：基克拉泽斯群岛的两尊女性雕像制作完成；现藏于雅典國家考古博物館。
- 苏美尔拉伽什王朝
- 公元前2474年至公元前2398年：美索不达米亚的乌尔黄金时代。
- 公元前2498年：埃及第五王朝由乌瑟卡夫（Userkaf）统治
- 公元前2492年：亚美尼亚族长哈伊克（Hayk）击败巴比伦王贝尔（Bel）（传说中的记载）。
- 公元前2345年：埃及第六王朝由特提（Teti）统治
- 公元前2334年：阿卡德的萨尔贡征服美索不达米亚，建立了阿卡德帝国。
- 公元前2300年左右：C组游牧民族到达努比亚。
- 公元前2181年：埃及第七和第八王朝（公元前2181年至公元前2160年）。
- 公元前2160年：埃及第九王朝，阿赫托伊·梅里布托（Akhtoy Meryibtowe）统治。
- 公元前2130年：埃及第十王朝，梅里哈托尔（Meryhathor）统治。
- 公元前2134年：埃及第十一王朝由曼图霍特普一世（Mentuhotep I）统治。
- 巨石文化、绳纹器文化和钟形杯文化在欧洲欣欣向荣
- 苏美尔诗歌哀悼牧神塔木兹（Tammuz）的死亡
- 苏美尔楔形文字（简化了约550年前仍在使用的象形文字）
- 苏美尔举行重大宗教节日庆祝春神战胜混沌女神的胜利
- 最早的特洛伊文化
- 埃及的玻璃珠
- 世界上最后一批生存的猛犸象种群，位于北极的弗兰格尔岛（Wrangel Island），在公元前2500年至公元前2000年之间灭绝。

- 公元前2070年至公元前1600年：传统中国史学中的第一个王朝——夏朝在中国开始。

- 叙利亚：馬里城的黃金時代開始  (前29世紀 )
- 美索不达米亚：古埃蘭時期
- 兩河文明中烏爾城的黃金時代。（2474–2398 BC）
- 埃及第三王朝和第四王朝。
- 中國長江下游地區：新石器時代北陰陽營文化

## 文化
- 公元前4千年纪至公元前5世纪：古代迪尔蒙时期
- 公元前2900年至公元前2350年：美索不达米亚早王朝时期
- 公元前2334年至公元前2154年：阿卡德帝国
- 公元前3100年至公元前2686年：古埃及早王朝时期
- 公元前2700年至公元前1600年：古埃兰时期
- 公元前2686年至公元前2181年：埃及古王国时期
- 公元前2181年至公元前2055年：埃及第一中间期
- 公元前3000年左右：努比亚A组文化结束
- 公元前2300年左右：努比亚C组文化

- 約公元前3200年：希臘愛琴海諸島的基克拉澤斯文明
- 約公元前3200-3100年：希臘本土銅器時代
- 約公元前3200-2800年：奧齊耶里文化*繩紋器文化
- 公元前3000年：欧洲最古老的文明——米诺斯文明的建立
- 梅科普文化晚期
- 溫查文化晚期
- 双耳细颈椭圆尖底陶器文化
- 早期钟形杯文化
- 颜那亚文化和竖穴墓文化，可能是印欧语系“萨特化”的发源地。
- 公元前2200年左右，辛塔什塔文化从竖穴墓文化中出现，可能是原始印欧-伊朗文化的发源地
- 晚期漏斗杯文化

- 公元前2800-2600年：印度河流域文明第二期
- 公元前2600-1900年：印度河流域文明第三期

- 公元前3300-2000年：良渚文化
- 公元前3300-2000年：馬家窯文化
- 約公元前3000-1900年：龍山文化
- 公元前2700-1700年：寶墩文化
- 約公元前2500年：南島民族從台灣向呂宋遷移
- 公元前2500-2000年：石家河文化
- 公元前2200-1600年：夏家店下層文化

- 中美洲古時期
- 舊銅器時期
- 小北文明

- 薩凡納牧業新石器時代
- 埃爾門泰坦

## 发现、发明、传入
- 最早关于冥想实践的记录证据是摩亨佐-达罗和哈拉帕的壁画。

- 阶梯井： 最早关于阶梯井起源的明确证据出现在巴基斯坦摩亨佐-达罗的印度河流域文明考古遗址中。
- 厕所平台： 在摩亨佐-达罗和哈拉帕的几个城市中，发现了靠近水井的排水管上方的厕所平台。
- 公元前3000年左右： 陶轮在美索不达米亚出现。
- 公元前2900年至2400年： 苏美尔人发明了音标（语言学）。
- 公元前2650年： 在印度河流域文明的德罗威拉城使用了水库、文字、金属和陶器。
- 公元前2300年左右： 北欧使用金属。
- 中国记录了一颗彗星
- 苏美尔建造了第一座金字形神塔。
- 美洲建造了最早已知的医疗轮。
- 坤加（Kunga）首先在古代叙利亚和美索不达米亚被培育出来，通过捕捉现已灭绝的叙利亚野驴雄性和家驴雌性杂交。公元前2600年至2000年之间，它被培育出来，但后来随着家马和它们的杂交驴骡到达古代近东，它逐渐失宠。
- 随着印欧人的到来，马匹在中欧亚大陆被驯化。
- 战车在公元前2000年之前出现在欧亚大草原。
- 单峰骆驼被驯化（尽管广泛使用直到公元前2千纪中后期才出现）。
- 印度河流域文明的室内管道和排水系统。
- 苏美尔医学发现了矿泉水的治疗功效。
- 欧洲已知使用织布机。
- 印度河流域文明在公元前2000年左右使用了由海贝制成的装饰纽扣。
- 苏美尔的数字系统基于6和12的倍数。
- 埃及人开始使用莎草纸。
- 南岛民族开发了斜桅帆和双体船，并广泛发展了天文导航系统。
- 在现今的罗马尼亚的一处墓地中，发现了一种仪式火盆中烧焦的大麻种子，表明这是已知最早的吸食大麻烟雾的证据。

- 美洲開始发展陶器。(前30世纪)

- 吉萨的大金字塔建成。(前26世纪)
- 船上开始用帆。(前20世纪)
- 约前3000年，近东文明进入青铜时代。
- 青铜和冶金学传入爱尔兰。
- 正好在约前2000年前，敞篷双轮马车出现在中亚。

## 文化里程碑
- 吉萨金字塔建成。
- 第一阶段的英格兰的巨石阵建成。
- 公元前3000年至2500年左右： 爱尔兰纽格莱奇墓（Newgrange）的建成。
- 秘鲁布埃纳维斯塔金字塔/天文台的时代。
- 澳大利亚悉尼的悉尼岩石雕刻，这是澳大利亚原住民岩石艺术的例子，约公元前3000年形成。